# 普盧默斯 (加利福尼亞州拉森縣)
布盧默斯（英語：Plumas）是位於美國加利福尼亞州拉森縣的一個非建制地區。該地的面積和人口皆未知。

## 地理
布盧默斯的座標為39°45′24″N 120°05′00″W / 39.75667°N 120.08333°W，而該地的平均海拔高度為1506米（即4941英尺）。